# 西黄松
西黄松（学名：Pinus ponderosa）是松科松属的植物。原產於北美西部，是最高大的松树之一。它和杰弗里松有很近的亲缘关系。

## 别名
美国黄松、美国长三叶松（东北木本植物图志）